# 凱旋二聖駅
凱旋二聖駅（がいせんにせいえき）は台湾高雄市鳳山区武慶里と前鎮区瑞誠里の境界にある高雄捷運環状軽軌の駅。駅番号はC36。凱旋三路と二聖路の交差点北東側に位置する。

## 歴史
- 2017年2月9日 - 起工[1]。
- 2018年8月22日 - 駅名決定[2][注 1]。
- 2021年1月12日 - 開業[5]。

## 駅構造
相対式ホーム2面2線の地上駅。
| 地上                                       |                                                         |
| 歩道                                       |                                                         |
| 相対式ホーム、右側のドアが開く。簡易改札機 |                                                         |
| 内回り・下り                               | ←■環状軽軌 籬仔内・哈瑪星・鼓山区公所方面（軽軌機廠駅） |
| 外回り・上り                               | →■環状軽軌 凱旋公園方面（凱旋武昌駅）→                  |
| 相対式ホーム、右側のドアが開く。簡易改札機 |                                                         |

## 駅周辺
- 台湾鉄路管理局機務処高雄機廠
- 全聯福利中心（中国語版）（PXマート）高雄二聖店
- 聖和公園
- 高雄市立光華国民中学

## 隣の駅
高雄捷運
■環状軽軌
凱旋武昌駅 C35 - 凱旋二聖駅 C36 - 軽軌機廠駅 C37

### 註釈
1. ↑  計画時の仮称は二聖路で[3]、投票時の候補は凱旋二聖、鴨母寮だった[4]。